# Augustus Romaldus Wright

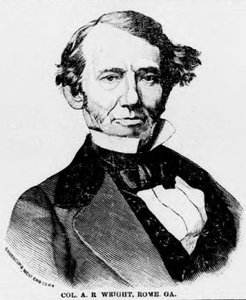
Augustus Romaldus Wright

Augustus Romaldus Wright (* 16. Juni 1813 in Wrightsboro, Columbia County, Georgia; † 31. März 1891 bei Rome, Georgia) war ein US-amerikanischer Politiker, der den Bundesstaat Georgia im US-Repräsentantenhaus und im Konföderiertenkongress vertrat.

## Leben
Wright besuchte die öffentlichen Schulen in Appling, die Mittelschule (Grammar school), das Franklin College und die University of Georgia in Athens. Anschließend studierte er Jura an der Law School in Litchfield, erhielt 1835 seine Zulassung als Anwalt und praktizierte dann in Crawfordville. Im nachfolgenden Jahr zog er dann nach Cassville. Danach war er von 1842 bis zu seinem Rücktritt 1849 als Richter am Kreisgericht (Superior court) des Cherokee-Bezirks tätig, ehe er zu seiner Tätigkeit als Anwalt zurückkehrte. Er zog 1855 nach Rome und ging weiter seiner Beschäftigung als Anwalt nach.

## Politik
Er entschloss sich 1857 eine politische Laufbahn einzuschlagen, indem er als Demokrat in den 35. Kongress gewählt wurde, wo er vom 4. März 1857 bis zum 3. März 1859 tätig war. Danach war er Delegierter in Georgias Sezessionskonvent, wo er sich gegen die Sezession aussprach, und dem konföderierten Sezessionskonvent. Präsident Lincoln bot ihm das provisorische Gouverneursamt von Georgia an, aber er lehnte ab. Wright war Mitglied des provisorischen Konföderiertenkongress sowie des ersten Konföderiertenkongresses. Während des Amerikanischen Bürgerkriegs stellte er die Wrights Legion auf, welche mit der 38. Georgia Infanterie eingezogen wurde. Nach dem Krieg kehrte er zu seiner Tätigkeit als Anwalt in Rome zurück. Ferner war er 1877 auch Mitglied von Georgias Verfassungskonvent.
Augustus Romaldus Wright verstarb am 31. März 1891 zuhause in "Glenwood", später ein Teil der Berry School, nahe Rome. Er wurde auf dem Myrtle-Hill-Friedhof beigesetzt.